# Форвард, Роберт
Роберт Лалл Форвард (англ. Robert Lull Forward; 15 августа 1932 — 21 сентября 2002) — американский физик и писатель
 в жанре научной фантастики. Его литературным произведениям присуща научная достоверность, он использовал идеи, которые возникли у него во время работы аэрокосмическим инженером.

## Биография
Роберт Лалл Форвард родился 15 августа 1932 года в городе Дженива, штат Нью-Йорк, США. В 1965 году он получил степень доктора наук в Мэрилендском университете, защитив диссертацию под названием «Детекторы динамических гравитационных полей» (англ. Detectors for Dynamic Gravitational Fields), в которой разработал детекторы гравитационных волн.
В 2001 году Форвард получил диагноз рака терминальной стадии. Он умер 21 сентября 2002 года в городе Сиэтл, штат Вашингтон, США.

## Карьера

### Физик
После окончания университета, Форвард работал в исследовательской лаборатории компании «Hughes Aircraft Company», где он продолжал свои исследования гравитации и получил 18 патентов. Он рано ушел на пенсию в 1987 году, чтобы сосредоточиться на своей писательской работе и работать консультантом для НАСА и Национального управления по аэронавтике и исследованию космического пространства. В 1994 году он стал соучредителем компании «Tethers Unlimited, Inc.» вместе с физиком и инженером Робертом П. Гойтом, где был главным ученым и главой компании до 2002 года.
Значительная часть его исследований была сосредоточена на теоретической физике, но всегда была основана на том, что, по его мнению, могло быть создано людьми. Он работал над такими проектами как космическая привязь, космический фонтан, солнечный парус, ракета на антиматерии и над другими двигательными установками космических аппаратов. Также занимался исследованием более эзотерических возможностей таких как путешествия во времени и отрицательная материя. Получил патент на статит и сделал вклад в концепцию убегания радиационных поясов.
Широкомасштабная работа Форварда в сфере гравитационных волн включает в себя изобретение крестообразного гравитационного градиометра, который вращается, (англ. rotating cruciform gravity gradiometer) под названием Детектор масс Форварда (англ. Forward Mass Detector) для измерений Лунных масконов. Гравитационный градиометр был описан в известном учебнике теории относительности «Гравитация» авторства Чарльза Мизнера, Кипа Торна и Джона Арчибальда Уилера.

### Писатель
Помимо более чем 200 научных работ и статей, Форвард опубликовал 11 художественных романов. Его произведения получили смешанные отзывы критиков, которые всегда хвалили его научные концепции и описание пришельцев, но отмечали, что его сюжеты — ненасыщенные, а люди — неглубокие. Его использование тем жесткой науки очень напоминает произведения Хола Клемента. Он описал свой первый роман «Яйцо дракона» (англ. Dragon's Egg) как «учебник по физике нейтронных звезд, замаскированный под роман». Его роман «Мир Роша» (англ. Rocheworld) описывает систему из двух планет с общей атмосферой и океаном и космический корабль с двигателем, который работает на направленной энергии. Форвард написал два романа из серии «Мир Роша» в соавторстве со своей женой Мартой Додсон Форвард и два других романа со своей второй дочерью Джули Форвард Фуллер.
Он также помог Ларри Нивену рассчитать параметры газового облака Дымовое кольцо, которая фигурирует в романе «Интегральные деревья».

## Личная жизнь
Форвард был женат с Мартой Додсон Форвард (англ. Martha Dodson Forward) с 1954 года до его смерти в 2002 году. У пары было четыре ребенка — Роберт «Боб» Додсон Форвард (англ. Robert «Bob» Dodson Forward), Мэри Луиз Меттлин (англ. Mary Lois Mattlin), Джули Элизабет Фуллер (англ. Julie Elizabeth Fuller) и Ив Лорен Форвард (англ. Eve Lauren Forward).
Его сын Боб Форвард работал художником раскадровки и писателем в области телевизионной анимации, в частности принимал участие в создании таких мультипликационных сериалов как «Хи-Мен и властелины вселенной (1983—1985)», «Легенда про Зельду» и «Битвы Зверей». Кроме этого, он написал два романа — «Сова» (англ. The Owl) и «Сова 2: Пурпурная серенада» (англ. The Owl 2: Scarlet Serenade). Первый роман был экранизирован в 1991 году.
Младший ребенок Форварда Ив Лорен Форвард написала два романа — «Злодеи по необходимости» (англ. Villains by Necessity) и «Анимист» (англ. Animist).

## Награды и номинации
- 1981 — Премия «Локус» за лучший дебютный роман за роман «Яйцо дракона»
- 1981 — Номинация на премию Джона В. Кэмпбелла лучшему новому писателю-фантасту за «Поющий бриллиант», «Яйцо дракона»
- 1983 — Премия Сэйун в категории «Переводной роман» за книгу «Яйцо дракона»
- 1986 — Номинация на премию «Локус» за лучший научно-фантастический роман за роман «Зоретрус»
- 1990 — Премия Сэйун в категории «Нонфикшн» за книгу «Магия будущего»

## Произведения

### Яйцо дракона
- 1980 — «Яйцо дракона» (англ. dragon's Egg)
- 1985 — «Звёздотрясение[англ.]» (англ. Starquake)

### Мир Роша
- 1982 — «Мир Роша[англ.]» (англ. Rocheworld), или «Полет кузнечика» (англ. The Flight of the Dragonfly)
- 1993 — «Возвращение к миру Роша[англ.]» (англ. Return to Rocheworld) с дочерью Джули Форвард Фуллер
- 1993 — «Затерянные в раю[англ.]» (англ. Marooned on Eden) с женой Мартой Додсон Форвард[6]
- 1994 — «Океан под льдом[англ.]» (англ. Ocean Under the Ice) с Мартой Додсон Форвард
- 1995 — «Спасенные из рая[англ.]» (англ. Rescued from Paradise) с Джули Форвард Фуллер

### Романы вне серии
- 1991 — «Марсианская радуга» (англ. Martian Rainbow)
- 1992 — «Мастер времени» (англ. Timemaster)
- 1993 — «Камелот 30K[англ.]» (англ. Camelot 30K)
- 1997 — «Движение по Сатурну[англ.]» (англ. Saturn Rukh)

### Сборник
- 1995 — «Не отличить от магии» (англ. Indistinguishable from Magic) (рассказы и эссе)

### Нехудожественная литература
- 1988 — «Зеркальная материя: Освоение физики антиматерии» (англ. Mirror Matter: Pioneering Antimatter Physics)
- 1988 — «Магия будущего» (англ. Future Magic)

## В популярной культуре
Роберт Л. Форвард является главным героем шуточного научно-фантастического рассказа Айзек Азимова «Слева направо» (1987).

## Архивы Форварда
С 1987 года архивы работ Роберта Л. Форварда хранятся в библиотеке Университета Калифорнии в городе Риверсайд.